# Жамбил (Байтерецький район)
Жамби́л (каз. Жамбыл) — село у складі Байтерецького району Західноказахстанської області Казахстану. Входить до складу Мічурінського сільського округу.
У радянські часи село називалось Джамбул або Новий Деркул.
Населення — 506 осіб (2021; 660 у 2009, 509 у 1999, 549 у 1989).